# Kína kormányfőinek listája
Az első feljegyzett eset Kínában, amikor egy király főminisztert nevezett ki, egészen Kr. e. 1130-ba nyúlik vissza, amikor a Sang-dinasztia királya, Tang egyik emberét ebbe a pozícióba emelte. Azóta Kínában minden király követte a példáját, kinevezve egy főminisztert, hogy segítse az adminisztratív feladatok ellátásban. Ez a szerepkör többfajta néven vált ismertté, ezek közül a kancellár volt a legáltalánosabb. Amikor a Csin-dinasztia egyesítette Kínát Kr. e. 221-ben, a főminiszterek hatalmát erősen korlátozták, a császár azon szándéka miatt, hogy abszolút monarchiát építsen ki. 1380-ban a Ming-dinasztia Hungvu császára kivégeztette kancellárját, és életében már nem nevezett ki újat. Ettől kezdve egészen 1911-ig több ember közösen töltötte be ezt a pozíciót.
1911-ben jött létre a mai értelemben vett miniszterelnöki tisztség, amikor a Csing-dinasztia kormányzata létrehozta a Csing családi kormányt, a politika megreformálására. A vucsangi felkelés után azonban a dinasztia megbukott, és Jüan Si-kaj lett a miniszterelnök. Az ő országlása idején erősödött meg igazán a tisztség, és birtokosa komoly befolyással bírt a kínai politikai életre.
Az alábbi lista Kína miniszterelnökeit sorolja fel 1911-től kezdve. Az első oszlop a miniszterelnökök sorszámát mutatja, míg a második a kronológiai elhelyezését mutatja meg.

## A mandzsu császári kormány miniszterelnökei (1911–1912)
A Csing császári kormányzat 1911 májusában hozta létre a császári család kormányát, válaszul a reformokat egyre jobban követelő emberek fokozódó dühére. A kormány létrehozása azonban még nagyobb elhidegülést okozott. A vucsangi felkelés arra kényszerítette a kormányzatot, hogy feloszlassa a családi kormányt és Jan Si-kajt tegye meg kormányfőnek. A Csing kormányzat ezután nemsokára összeomlott.
| T# | I# | Név                  | Név                     | Kép | Megbízatás kezdete | Megbízatás vége   | Párt            |
| T# | I# | Magyaros átírás      | Kínai                   | Kép | Megbízatás kezdete | Megbízatás vége   | Párt            |
| -- | -- | -------------------- | ----------------------- | --- | ------------------ | ----------------- | --------------- |
| 1  | 1  | Jikuang kínai herceg | 慶親王奕劻 / 庆亲王奕劻 |     | 1911. május 8.     | 1911. november 1. | Csing-dinasztia |
| 2  | 2  | Jüan Si-kaj          | 袁世凱 / 袁世凯         |     | 1911. november 1.  | 1912. március 10. | Pejjang-klikk   |

## A Kínai Köztársaság kormányának miniszterelnökei (1912–1914)
Az 1912-es ideiglenes alkotmány alapján az államfőnek a többséget szerző párt vezetőjét kell kormányfőnek kineveznie.
| T# | I# | Név                       | Név             | Kép | Megbízatás kezdete   | Megbízatás vége      | Párt          |
| T# | I# | Magyaros átírás           | Kínai           | Kép | Megbízatás kezdete   | Megbízatás vége      | Párt          |
| -- | -- | ------------------------- | --------------- | --- | -------------------- | -------------------- | ------------- |
| 1  | 1  | Tang Sao-ji               | 唐紹儀 / 唐绍仪 |     | 1912. március 13.    | 1912. június 27.     | Pejjang-klikk |
| 2  | 2  | Lu Cseng-hsziang          | 陸徵祥 / 陸征祥 |     | 1912. június 29.     | 1912. szeptember 22. | Pejjang-klikk |
| 3  | 3  | Csao Ping-csün            | 趙秉鈞 / 赵秉钧 |     | 1912. szeptember 23. | 1913. május 1.       | Pejjang-klikk |
| -  | -  | Tuan Csi-zsuj (ügyvezető) | 段祺瑞          |     | 1913. május 1.       | 1913. július 31.     | Pejjang-klikk |
| 4  | 4  | Hsziung Hszi-ling         | 熊希龄          |     | 1913. július 31.     | 1914. február 12.    | Pejjang-klikk |
| -  | -  | Szun Pao-csi (ügyvezető)  | 孫寶琦 / 孙宝琦 |     | 1914. február 12.    | 1914. május 1.       | Pejjang-klikk |

## A Kínai Köztársaság államtitkárai (1914–1916)
| T# | I# | Név                          | Név             | Kép | Megbízatás kezdete | Megbízatás vége    | Párt           |
| T# | I# | Magyaros átírás              | Kínai           | Kép | Megbízatás kezdete | Megbízatás vége    | Párt           |
| -- | -- | ---------------------------- | --------------- | --- | ------------------ | ------------------ | -------------- |
| 1  | 1  | Hszü Si-csang                | 徐世昌          |     | 1914. május 1.     | 1915. december 22. | Pejjang-klikk  |
| -  | -  | Lu Cseng-hsziang (ügyvezető) | 陸徵祥 / 陸征祥 |     | 1915. december 22. | 1916. március 22.  | Hunghszien-éra |
| 2  | 2  | Hszü Si-csang (2. terminus)  | 徐世昌          |     | 1916. március 22.  | 1916. április 23.  | Pejjang-klikk  |
| 3  | 3  | Tuan Csi-zsuj                | 段祺瑞          |     | 1916. április 23.  | 1916. június 29.   | Pejjang-klikk  |

## A Kínai Köztársaság Államtanácsának miniszterelnökei (1916–1917)
| T# | I# | Név                      | Név             | Kép | Megbízatás kezdete | Megbízatás vége | Párt        |
| T# | I# | Magyaros átírás          | Kínai           | Kép | Megbízatás kezdete | Megbízatás vége | Párt        |
| -- | -- | ------------------------ | --------------- | --- | ------------------ | --------------- | ----------- |
| 1  | 1  | Tuan Csi-zsuj            | 段祺瑞          |     | 1916. június 29.   | 1917. május 23. | Progresszív |
| -  | -  | Vu Ting-fang (ügyvezető) | 伍廷芳          |     | 1917. május 23.    | 1917. május 28. | Progresszív |
| 2  | 2  | Li Csing-hszi            | 李經羲 / 李经羲 |     | 1917. május 28.    | 1917. július 1. | Progresszív |

## A visszaállított Csing-dinasztia kormányának miniszterelnöke (1917)
Egy katonai puccs történt Pekingben 1917. július 1-jén, azzal a céllal, hogy visszaállítsák a Csing-dinasztia uralmát Kínában. A puccs vezetője, Csang Hszün, azonnal miniszterelnöki kinevezést kapott Pu Ji császártól. Tuan Csi-zsuj csapatai azonban július 12-én legyőzték Csang erőit, és visszaállították a köztársasági államformát.
| T# | I# | Név             | Név         | Kép | Megbízatás kezdete | Megbízatás vége  | Párt |
| T# | I# | Magyaros átírás | Kínai       | Kép | Megbízatás kezdete | Megbízatás vége  | Párt |
| -- | -- | --------------- | ----------- | --- | ------------------ | ---------------- | ---- |
| 1  | 1  | Csang Hszün     | 張勳 / 张勋 |     | 1917. július 1.    | 1917. július 12. | –    |

## A Kínai Köztársaság Államtanácsának miniszterelnökei (1917–1925)
| T# | I# | Név                                | Név             | Kép | Megbízatás kezdete   | Megbízatás vége      | Párt          |
| T# | I# | Magyaros átírás                    | Kínai           | Kép | Megbízatás kezdete   | Megbízatás vége      | Párt          |
| -- | -- | ---------------------------------- | --------------- | --- | -------------------- | -------------------- | ------------- |
| 4  | -  | Tuan Csi-zsuj (2. terminus)        | 段祺瑞          |     | 1917. július 14.     | 1917. november 23.   | Cseli-klikk   |
| -  | -  | Vang Tah-szie (ügyvezető)          | 汪大燮          |     | 1917. november 22.   | 1917. november 30.   | Cseli-klikk   |
| -  | -  | Vang Si-csen (ügyvezető)           | 王士珍          |     | 1917. november 30.   | 1918. február 20.    | Cseli-klikk   |
| -  | -  | Csien Neng-hszün (ügyvezető)       | 錢能訓 / 钱能训 |     | 1918. február 20.    | 1918. március 23.    | Cseli-klikk   |
| 5  | -  | Tuan Csi-zsuj (3. terminus)        | 段祺瑞          |     | 1918. március 23.    | 1918. október 10.    | Cseli-klikk   |
| -  | -  | Csien Neng-hszün (ügyvezető)       | 錢能訓 / 钱能训 |     | 1918. október 10.    | 1919. június 13.     | Cseli-klikk   |
| -  | -  | Kung Hszin-csan (ügyvezető)        | 龔心湛 / 龚心湛 |     | 1919. június 13.     | 1919. szeptember 24. | Anhuj-klikk   |
| -  | -  | Csin Jün-peng (ügyvezető)          | 靳雲鵬 / 靳云鹏 |     | 1919. szeptember 24. | 1919. november 5.    | Anhuj-klikk   |
| 6  | 3  | Csin Jün-peng                      | 靳雲鵬 / 靳云鹏 |     | 1919. november 5.    | 1920. május 14.      | Anhuj-klikk   |
| 7  | 4  | Sza Csen-ping                      | 薩鎮冰 / 萨镇冰 |     | 1920. május 14.      | 1920. augusztus 9.   | Anhuj-klikk   |
| 8  | -  | Csin Jün-peng                      | 靳雲鵬 / 靳云鹏 |     | 1920. augusztus 9.   | 1921. december 18.   | Anhuj-klikk   |
| -  | -  | Jen Huj-csing (ügyvezető)          | 顏惠慶 / 颜惠庆 |     | 1921. december 18.   | 1921. december 24.   | Anhuj-klikk   |
| 9  | 5  | Liang Si-ji                        | 梁士詒 / 梁士诒 |     | 1921. december 24.   | 1922. január 25.     | Kantoni-klikk |
| -  | -  | Jen Huj-csing (ügyvezető)          | 顏惠慶 / 颜惠庆 |     | 1922. január 25.     | 1922. április 8.     | Anhuj-klikk   |
| -  | -  | Csou Ce-csi (ügyvezető)            | 周自齊 / 周自齐 |     | 1922. április 8.     | 1922. június 11.     | Anhuj-klikk   |
| 10 | 6  | Jen Huj-csing                      | 顏惠慶 / 颜惠庆 |     | 1922. június 11.     | 1922. augusztus 5.   | Anhuj-klikk   |
| -  | -  | Vang Csung-huj (ügyvezető)         | 王寵惠 / 王宠惠 |     | 1922. augusztus 5.   | 1922. november 29.   | Nincs         |
| -  | -  | Vang Tah-szie (ügyvezető)          | 汪大燮          |     | 1922. november 29.   | 1922. december 11.   | Cseli-klikk   |
| -  | -  | Vang Cseng-ting (ügyvezető)        | 王正廷          |     | 1922. december 11.   | 1923. január 4.      | Nincs         |
| 11 | 7  | Csang Sao-ceng                     | 張紹曾 / 张绍曾 |     | 1923. január 4.      | 1923. szeptember 9.  | Pejjang-klikk |
| 12 | 8  | Kao Ling-vej                       | 高凌霨          |     | 1923. szeptember 9.  | 1924. január 12.     | Nincs         |
| 13 | 9  | Szun Pao-csi                       | 孫寶琦 / 孙宝琦 |     | 1924. január 12.     | 1924. július 2.      | Pejjang-klikk |
| -  | -  | Wellington Ku Vej-csün (ügyvezető) | 顧維鈞 / 顾维钧 |     | 1924. július 2.      | 1924. szeptember 14. | Nincs         |
| 14 | 10 | Jen Huj-csing                      | 顏惠慶 / 颜惠庆 |     | 1924. szeptember 14. | 1924. október 31.    | Cseli-klikk   |
| -  | -  | Huang Fu                           | 黃郛            |     | 1924. október 31.    | 1924. november 24.   | Nincs         |

Megjegyzés: A kormányfői pozíció 1924. november 25. és 1925. december 26. között nem volt betöltve. A kormány feje ebben az időszakban Tuan Csi-zsuj volt.

## A Kínai Köztársaság Államtanácsának miniszterelnökei (1925–1928)
| T# | I# | Név                                | Név             | Kép | Megbízatás kezdete | Megbízatás vége   | Párt  |
| T# | I# | Magyaros átírás                    | Kínai           | Kép | Megbízatás kezdete | Megbízatás vége   | Párt  |
| -- | -- | ---------------------------------- | --------------- | --- | ------------------ | ----------------- | ----- |
| 15 | 11 | Hszü Si-jing                       | 許世英 / 许世英 |     | 1925. december 26. | 1926. március 4.  | Nincs |
| -  | -  | Csia Tö-jao (ügyvezető)            | 賈德耀 / 贾德耀 |     | 1926. március 4.   | 1926. április 20. | Nincs |
| -  | -  | Hu Vej-tö (ügyvezető)              | 胡惟德          |     | 1926. április 20.  | 1926. május 13.   | Nincs |
| 16 | -  | Jen Huj-csing (2. terminus)        | 顏惠慶 / 颜惠庆 |     | 1926. május 13.    | 1926. június 22.  | Nincs |
| -  | -  | Tu Hszi-kuj (ügyvezető)            | 杜錫珪 / 杜锡珪 |     | 1926. június 22.   | 1926. október 1.  | Nincs |
| -  | -  | Wellington Ku Vej-csün (ügyvezető) | 顧維鈞 / 顾维钧 |     | 1926. október 1.   | 1927. június 18.  | Nincs |
|    |    | Pan Fu (ügyvezető)                 | 潘復 / 潘复     |     | 1927. június 18.   | 1928. június 2.   | Nincs |

## A Kínai Köztársaság végrehajtó jüanjának elnökei (1928–1948)
| T# | I#  | Név                         | Név             | Kép | Megbízatás kezdete   | Megbízatás vége      | Párt       |
| T# | I#  | Magyaros átírás             | Kínai           | Kép | Megbízatás kezdete   | Megbízatás vége      | Párt       |
| -- | --- | --------------------------- | --------------- | --- | -------------------- | -------------------- | ---------- |
| 1  | 1   | Tan Jen-kaj                 | 譚延闓 / 谭延闿 | -   | 1928. október 25.    | 1930. szeptember 23. | Kuomintang |
| 2  | 2   | Szung T. V.                 | 宋子文          |     | 1930. szeptember 25. | 1930. december 4.    | Kuomintang |
| 3  | 3   | Csang Kaj-sek               | 蔣介石 / 蒋介石 |     | 1930. december 4.    | 1931. december 15.   | Kuomintang |
| 4  | 4   | Csen Ming-su                | 陳銘樞 / 陈铭枢 |     | 1931. december 15.   | 1932. január 1.      | Kuomintang |
| 5  | 5   | Szun Fo                     | 孫科 / 孙科     |     | 1932. január 1.      | 1932. január 28.     | Kuomintang |
| 6  | 6   | Vang Csing-vej              | 汪兆銘 / 汪兆铭 |     | 1932. január 28.     | 1935. december 1.    | Kuomintang |
| 7  | -   | Csang Kaj-sek (2. terminus) | 蔣介石 / 蒋介石 |     | 1935. december 7.    | 1938. január 1.      | Kuomintang |
| 8  | 7   | H. H. Kung                  | 孔祥熙          |     | 1938. január 1.      | 1939. december 11.   | Kuomintang |
| 9  | -   | Csang Kaj-sek (3. terminus) | 蔣介石 / 蒋介石 |     | 1939. december 11.   | 1945. május 31.      | Kuomintang |
| 10 | (2) | T. V. Szung (2. terminus)   | 宋子文          |     | 1945. május 31.      | 1947. március 1.     | Kuomintang |
| 11 | -   | Csang Kaj-sek (4. terminus) | 蔣介石 / 蒋介石 |     | 1947. március 1.     | 1947. április 18.    | Kuomintang |
| 12 | 8   | Csang Csün                  | 張群 / 张群     |     | 1947. április 18.    | 1948. május 24.      | Kuomintang |

## A Kínai Köztársaság végrehajtó jüanjának elnökei (1948–napjainkig)
Amikor Csang Kaj-sek 1928-ban létrehozta a nankingi nacionalista kormányt, akkor inkább a végrehajtó jüanban kreált egy elnöki pozíciót, amely az eltörölt miniszterelnöki helyébe lépett. Erre azért volt szükség, hogy a Koumintang kormányzat megmutassa különbözőségét a korábbi pekingi hadúri kormányoktól. A második kínai–japán háború idején a kormány Csungkingba települt, a kínai polgárháború vége után Tajpejben folytatta működését.
| T# | I# | Név                              | Név             | Kép | Megbízatás kezdete   | Megbízatás vége      | Párt                     |
| T# | I# | Magyaros átírás                  | Kínai           | Kép | Megbízatás kezdete   | Megbízatás vége      | Párt                     |
| -- | -- | -------------------------------- | --------------- | --- | -------------------- | -------------------- | ------------------------ |
| 13 | 9  | Veng Ven-hao                     | 翁文灝 / 翁文灏 |     | 1948. május 24.      | 1948. november 26.   | Kuomintang               |
| 14 | -  | Szun Fo (2. terminus)            | 孫科 / 孙科     |     | 1948. november 26.   | 1949. március 12.    | Kuomintang               |
| 15 | 10 | Ho Jing-csin                     | 何應欽 / 何应钦 |     | 1949. március 12.    | 1949. június 3.      | Kuomintang               |
| 16 | 11 | Jen Hszi-san                     | 閻錫山 / 阎锡山 |     | 1949. június 3.      | 1950. március 7.     | Kuomintang               |
| 17 | 12 | Csen Cseng                       | 陳誠 / 陈诚     |     | 1950. március 7.     | 1954. június 7.      | Kuomintang               |
| 18 | 13 | Jü Hung-csün                     | 俞鴻鈞 / 俞鸿钧 |     | 1954. június 7.      | 1958. június 30.     | Kuomintang               |
| 19 | -  | Csen Cseng (2. terminus)         | 陳誠 / 陈诚     |     | 1958. június 30.     | 1963. december 15.   | Kuomintang               |
| 20 | 14 | Jen Csia-kan                     | 嚴家淦 / 严家淦 |     | 1963. december 15.   | 1972. május 29.      | Kuomintang               |
| 21 | 15 | Csang Csing-kuo                  | 蔣經國 / 蒋经国 |     | 1972. május 29.      | 1978. május 28.      | Kuomintang               |
| 22 | 16 | Szun Jün-hszüan                  | 孫運璿 / 孙运璇 |     | 1978. május 30.      | 1984. május 20.      | Kuomintang               |
| 23 | 17 | Jü Kuo-hua                       | 俞國華 / 俞国华 |     | 1984. május 20.      | 1989. május 21.      | Kuomintang               |
| 24 | 18 | Li Huan                          | 李煥 / 李焕     |     | 1989. május 21.      | 1990. május 30.      | Kuomintang               |
| 25 | 19 | Hao Po-cun                       | 郝柏村          |     | 1990. május 30.      | 1993. február 10.    | Kuomintang               |
| 26 | 20 | Lien Cse-an                      | 連戰 / 连战     |     | 1993. február 10.    | 1997. szeptember 1.  | Kuomintang               |
| 27 | 21 | Vincent Siew                     | 蕭萬長 / 萧万长 |     | 1997. szeptember 1.  | 2000. május 20.      | Kuomintang               |
| 28 | 22 | Tang Fej                         | 唐飛 / 唐飞     |     | 2000. május 20.      | 2000. október 6.     | Kuomintang               |
| 29 | 23 | Csang Csün-hsziung               | 張俊雄 / 张俊雄 |     | 2000. október 6.     | 2002. február 1.     | Demokratikus Progresszív |
| 30 | 24 | Ju Hszi-kun                      | 游錫堃 / 游锡堃 |     | 2002. február 1.     | 2005. február 1.     | Demokratikus Progresszív |
| 31 | 25 | Hszie Csang-ting                 | 謝長廷 / 谢长廷 |     | 2005. február 1.     | 2006. január 25.     | Demokratikus Progresszív |
| 32 | 26 | Szu Csen-csang                   | 蘇貞昌 / 苏贞昌 |     | 2006. január 25.     | 2007. május 21.      | Demokratikus Progresszív |
| 33 | -  | Csang Csün-hsziung (2. terminus) | 張俊雄 / 张俊雄 |     | 2007. május 21.      | 2008. május 20.      | Demokratikus Progresszív |
| 34 | 27 | Liu Csao-hszüan                  | 劉兆玄 / 刘兆玄 |     | 2008. május 20.      | 2009. szeptember 10. | Kuomintang               |
| 35 | 28 | Vu Tun-ji                        | 吳敦義 / 吴敦义 |     | 2009. szeptember 10. | 2012. február 6.     | Kuomintang               |
| 36 | 29 | Chen Chun                        | 陳冲            |     | 2012. február 6.     | 2013. február 18.    | Kuomintang               |
| 37 | 30 | Jiang Yi-huah                    | 江宜樺          |     | 2013. február 18.    | 2014. december 8.    | Kuomintang               |
| 38 | 31 | Mao Chi-kuo                      | 毛治國          |     | 2014. december 8     | 2016. február 1      | Kuomintang               |
| 39 | 32 | Chang San-cheng                  | 張善政          |     | 2016. február 1.     | 2016. május 20.      | független                |
| 40 | 33 | Lin Chuan                        | 林全            |     | 2016. május 20.      | 2017. szeptember 8.  | független                |
| 41 | 34 | Lai Ching-te                     | 賴清德          |     | 2017. szeptember 8.  | 2019. január 14.     | Demokratikus Progresszív |
| 42 | -  | Szu Csen-csang(2. terminus)      | 蘇貞昌          |     | 2019. január 14.     | 2023. január 31.     | Demokratikus Progresszív |
| 43 | 35 | Chen Chien-jen                   | 陳建仁          |     | 2023. január 31.     | 2024. május 20.      | Demokratikus Progresszív |
| 44 | 36 | Cho Jung-tai                     | 卓榮泰          |     | 2024. május 20.      | hivatalban           | Demokratikus Progresszív |

## A Kínai Népköztársaság Államtanácsának miniszterelnökei (1949–napjainkig)
Első adminisztráció
      Második adminisztráció
      Harmadik adminisztráció
      Hu–Ven-adminisztráció
      Hszi–Li-adminisztráció
| T# | I# | Név                       | Név             | Kép                              | Megbízatás kezdete               | Megbízatás vége   | Párt                  |
| T# | I# | Magyaros átírás           | Kínai           | Kép                              | Megbízatás kezdete               | Megbízatás vége   | Párt                  |
| -- | -- | ------------------------- | --------------- | -------------------------------- | -------------------------------- | ----------------- | --------------------- |
| 1  | 1  | Csou En-laj               | 周恩來 / 周恩来 |                                  | 1949. október 1. (ügyvezető)     | 1954. szeptember  | Kínai Kommunista Párt |
| 1  | 1  | Csou En-laj               | 周恩來 / 周恩来 | 1954. szeptember (1. terminus)   | 1959. április                    |                   | Kínai Kommunista Párt |
| 2  | 1  | Csou En-laj               | 周恩來 / 周恩来 | 1959. április (2. terminus)      | 1964. december 21.               |                   | Kínai Kommunista Párt |
| 3  | 1  | Csou En-laj               | 周恩來 / 周恩来 | 1964. december 21. (3. terminus) | 1975. január 4.                  |                   | Kínai Kommunista Párt |
| 4  | 1  | Csou En-laj               | 周恩來 / 周恩来 | 1975. január 4. (4. terminus)    | 1976. január 8.                  |                   | Kínai Kommunista Párt |
| 4  | 2  | Hua Guofeng               | 華國鋒 / 华国锋 |                                  | 1976. február 4. (ügyvezető)     | 1976. április 7.  | Kínai Kommunista Párt |
| 4  | 2  | Hua Guofeng               | 華國鋒 / 华国锋 | 1976. április 7.                 | 1978. február                    |                   | Kínai Kommunista Párt |
| 5  | 2  | Hua Guofeng               | 華國鋒 / 华国锋 | 1978. február                    | 1980. szeptember 10.             |                   | Kínai Kommunista Párt |
| 5  | 3  | Csao Ce-jang              | 趙紫陽 / 赵紫阳 |                                  | 1980. szeptember 10. (ügyvezető) | 1983.             | Kínai Kommunista Párt |
| 6  | 3  | Csao Ce-jang              | 趙紫陽 / 赵紫阳 | 1983.                            | 1987. november 24.               |                   | Kínai Kommunista Párt |
| 6  | 4  | Li Peng                   | 李鵬 / 李鹏     |                                  | 1987. november 24. (ügyvezető)   | 1988. március 25. | Kínai Kommunista Párt |
| 7  | 4  | Li Peng                   | 李鵬 / 李鹏     | 1988. március 25. (1. terminus)  | 1993.                            |                   | Kínai Kommunista Párt |
| 8  | 4  | Li Peng                   | 李鵬 / 李鹏     | 1993. (2. terminus)              | 1998. március 17.                |                   | Kínai Kommunista Párt |
| 9  | 5  | Csu Zsung-csi             | 朱鎔基 / 朱镕基 |                                  | 1998. március 17.                | 2003. március 16. | Kínai Kommunista Párt |
| 10 | 6  | Ven Csia-pao              | 溫家寶 / 温家宝 |                                  | 2003. március 16. (1. terminus)  | 2008. március 5.  | Kínai Kommunista Párt |
| 11 | 6  | Ven Csia-pao              | 溫家寶 / 温家宝 | 2008. március 5. (2. terminus)   | 2013. március 15.                |                   | Kínai Kommunista Párt |
| 12 | 7  | Li Ko-csiang (Li Keqiang) | 李克强          |                                  | 2013. március 15. (1. terminus)  | 2018. március 15. | Kínai Kommunista Párt |
| 13 | 7  | Li Ko-csiang (Li Keqiang) | 李克强          | 2018. március 15. (2. terminus)  | 2023. március 11.                |                   | Kínai Kommunista Párt |
| 14 | 8  | Li Csiang (Li Qiang)      | 李强            |                                  | 2023. március 11. (1.terminus)   | Hivatalban        | Kínai Kommunista Párt |

## Fordítás
- Ez a szócikk részben vagy egészben  a   List of premiers of China című angol Wikipédia-szócikk ezen változatának fordításán alapul.  Az eredeti cikk szerkesztőit annak laptörténete sorolja fel. Ez a jelzés csupán a megfogalmazás eredetét és a szerzői jogokat jelzi, nem szolgál a cikkben szereplő információk forrásmegjelöléseként.